# Paoline Salagnac
Paoline Salagnac, née le 13 mars 1984 à Tulle (Corrèze), est une joueuse française de basket-ball évoluant au poste d’arrière, jusqu'en avril 2020, date de sa retraite sportive.

## Biographie
Arrière stricte au poste 2, elle n'est pas conservée par Bourges malgré deux saisons réussies pour privilégier le recrutement d'une joueuse meneuse-arrière, Kiesha Brown. Avant de rejoindre Tarbes pour deux ans, elle déclare : « Je mentirais si je disais que je n'aurais pas aimé rester ici. J'aime ce club, cette ville, ces supporters. J'aime toujours autant travailler avec Pierre Vincent, avec ce groupe. Alors, oui, quitter Bourges, quelque part, ça fait mal. Je suis plutôt du genre stable. J'aurais pu rester dix ans ici... Si on me l'avait demandé. J'aime m'identifier à un club, à une équipe sur la durée. Mais bon. Il ne me reste plus qu'une finale à jouer. Et à gagner. Pour la plus belle des sorties. Ce serait mon premier titre de championne de France. Et avec Bourges qui plus est. Mon club de cœur. Pour toujours. Même sous d'autres couleurs, j'aurai toujours le cœur tango...  »
Elle passe deux saisons à Tarbes, la première sportivement difficile et le seconde achevée sur une victoire au Challenge Round, puis signe son retour pour Bourges en avril 2013 : « Il y a plein de sentiments mélangés avec un début de saison compliqué, très compliqué. Je pense qu'on n'a pas été en demi-finales du championnat, mais on a montré qu'on avait fini cinquième, et qu'on restait cinquième en gagnant ce challenge round. La fin de saison est à l'image de l'équipe (...) Il y a toujours des petits regrets, mais avec la victoire de ce soir, c'est quand même quelque chose de beau, c'est une victoire, c'est une fête, on voit le public à nos couleurs, c'est génial. Donc là, on ne pense pas à la demi-finale. Le fait de finir en beauté comme cela, chez nous, c'est l'une des plus belles choses à laquelle on pouvait penser pour cette saison (...) [Les supporters] ont toujours été présents, même lorsque l'on était en difficulté, ils ont toujours été là, ils ont toujours cru en nous. Quand on rentre dans la salle, qu'on entend leurs encouragements, cela nous pousse. Oui, ce soir, c'était mon dernier match ici, avec Tarbes. C'est beaucoup de sentiments, je suis très heureuse de gagner, mais aussi triste car c'était mon dernier match. J'ai passé deux années extraordinaires ici et si j'avais un seul mot à leur dire, c'est merci. ».
En 2013-2014, elle accroche avec Bourges la quatrième place de l'Euroligue, jouant 18 matches pour 5,4 points, 2,9 rebonds et 0,7 passe décisive de moyenne.
Bourges remporte en 2014 sa huitième coupe de France face à Villeneuve-d'Ascq par 57 points à 48.
En 2016, Paoline Salagnac et le club du Tango Bourges Basket remportent l'Eurocoupe après une finale en deux manches contre Villeneuve d'Ascq (ESBVA-LM). Le premier match ayant été remporté de 11 points (51 - 40) et le deuxième d'un point (54 - 53).
Arrivé en demi-finale du championnat de France, Tango Bourges Basket rencontre une nouvelle fois l'ESBVA-LM et Bourges remporte les deux manches (73 - 60 et 62 - 45). Paoline Salagnac est élue meilleure joueuse côté berruyer du match retour avec 15 points marqués pour la plupart sur des contre-attaques.
La joueuse reste dans le club Tango Bourges Basket pour une saison supplémentaire en 2016-2017. En fin d'exercice, Ana-Maria Filip, Ingrid Tanqueray, Paoline Salagnac, Diandra Tchatchouang et Johannah Leedham ont encore une année de contrat avec les Tango.
À l'ASVEL depuis l'été 2017, elle prend sa retraite sportive le 12 avril 2020, pour devenir directrice sportive de l'équipe,. Elle dispute - inconsciemment - son dernier match officiel, le 11 mars, contre Nadejda Orenbourg en EuroLigue ; les compétitions nationales et continentales étant suspendues voire définitivement arrêtées par la suite, en raison de la pandémie de coronavirus. Au moment de l'arrêt de sa carrière, elle détient avec 4648 points le record de points inscrits dans l'histoire de la Ligue féminine, record battu par Céline Dumerc en avril 2023.
En 2019, elle intègre l'école de management EM Lyon Business School.

## Équipe de France
- Équipe de France Junior
- Équipe de France Espoir
- Équipe de France A' (pour les Jeux Méditerranéens 2005 à Almería)

Après deux sélections en 2008, elle retrouve l'équipe de France en 2014 où elle figure dans la sélection qui dispute le championnat du monde.
En 2015, elle est membre de l'équipe qui atteint la finale de l'Euro 2015 face à la Serbie (68-76). Elle déclare : « Il va falloir se poser et essayer de retenir le positif. On est un groupe qui en a voulu, on est arrivées en finale. Cette défaite gâche un peu la fête mais on peut être fières de ce que l’on a fait (...) On connaît cette équipe [serbe]. On sait leurs valeurs, elles se jettent partout, elles ne s’arrêtent jamais et on l’a vu encore ce soir (...) Elles ont défendu plus que d’habitude peut-être mais je pense qu’elles n’étaient pas en finale par hasard (...) On espère avoir donné une bonne image du basket féminin, de nos valeurs, de ce que l’on aime montrer. On aurait montré la victoire parce que je pense que cela aurait eu une portée encore plus importante. »
En 2016, elle est la dernière joueuse écartée de la sélection pour le tournoi pré-olympique.

## Clubs
- Avant 2002 : US Issoire
- Depuis 2002 :  Stade clermontois Auvergne Basket 63
- 2007 - 2009 :  USO Mondeville
- 2009 - 2011 :  CJM Bourges[18]
- 2011 - 2013 :  Tarbes Gespe Bigorre
- 2013 - 2017 :  Tango Bourges Basket
- 2017 - 2020 :  Lyon ASVEL[19]

## Palmarès
2019
 Championne de France LFB 2018-2019
2017

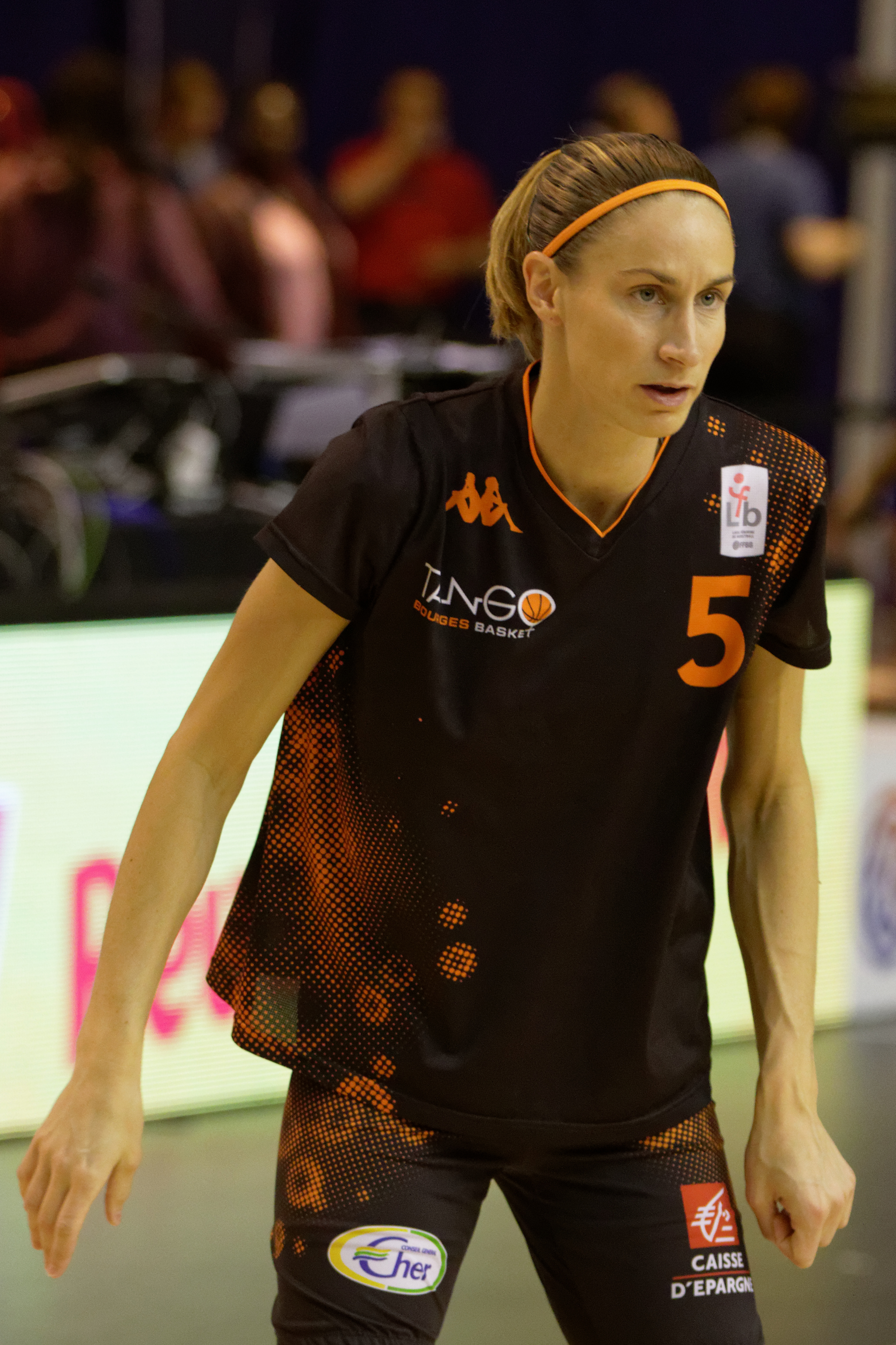
Avec Bourges en finale de la Coupe de France 2015.

- Vainqueur de la Coupe de France 2017[21]

2016
- Vainqueur de l'Eurocoupe : 2016[22].

2015
- Championne de France LFB 2014-2015[20]
- Finaliste de la Coupe de France 2015
- Médaille d'argent au championnat d'Europe 2015[15] en Hongrie et Roumanie
- Match des champions : 2015[23]

2014
- Vice-Championne de France LFB 2013-2014

- Match des champions : 2014[24]

2013
- Vainqueur du Challenge Round LFB 2012-2013[4]

2011
- Championne de France LFB 2010-2011

2009
- Vainqueur du Challenge Round avec Mondeville.

2005
- 7e LFB avec le SCAB 63

2004
- Vice-championne d'Europe Espoir avec l'équipe de France
- 3e NF1 avec le SCAB 63
- Élue MVP NF1 et première Ailière

2003
- Demi-finaliste de Coupe de France avec le SCAB 63
- Vice champion de France Espoir avec le SCAB 63

2002
- Vice Championne de France NF1 (Accession en Ligue féminine)
- ¼ de finaliste Coupe de France avec le SCAB 63
- Vice-championne d'Europe Junior avec l'équipe de France
- Vainqueur de la Coupe de France : 2010, 2014